# Ire législature de l'Assemblée des représentants du peuple
Ire législature
IIe ANC IIe ARP
Palais du Bardo
La Ire législature de l'Assemblée des représentants du peuple s'ouvre le 2 décembre 2014 et se clôt le 13 novembre 2019. C'est la première législature après la révolution tunisienne et l'adoption de la Constitution de 2014.

## Composition de l'Assemblée

### Répartition par sexe
Malgré un objectif de parité hommes-femmes mis en place par la nouvelle Constitution, on compte 68 femmes parmi les 217 élus (31 %) contre 149 hommes (69 %).

### Groupes politiques

#### 2014
- Nidaa Tounes (86)
- Ennahdha (69)
- Union patriotique libre (16)
- Front populaire (15)
- Afek Tounes (8)
- Bloc social-démocrate (8)
- Aucun bloc (15)

| Bloc / parti                         | Bloc / parti            | Sièges |
| ------------------------------------ | ----------------------- | ------ |
|                                      | Nidaa Tounes            | 86     |
|                                      |                         |        |
|                                      | Ennahdha                | 69     |
|                                      |                         |        |
|                                      | Union patriotique libre | 16     |
|                                      |                         |        |
|                                      | Front populaire         | 15     |
|                                      |                         |        |
|                                      | Afek Tounes             | 8      |
|                                      |                         |        |
|                                      | Bloc social-démocrate   | 8      |
| Initiative destourienne démocratique | 3                       |        |
| Alliance démocratique                | 1                       |        |
| Al Joumhouri                         | 1                       |        |
| Rad Al Iitibar                       | 1                       |        |
| Mouvement des démocrates socialistes | 1                       |        |
| Parti de la voix des agriculteurs    | 1                       |        |
|                                      |                         |        |
|                                      | Aucun bloc              | 15     |
| Congrès pour la République           | 4                       |        |
| Courant démocrate                    | 3                       |        |
| Mouvement du peuple                  | 3                       |        |
| Courant de l'amour                   | 2                       |        |
| Front national du salut              | 1                       |        |
| Majed Al Djerid                      | 1                       |        |
| Appel des Tunisiens à l'étranger     | 1                       |        |

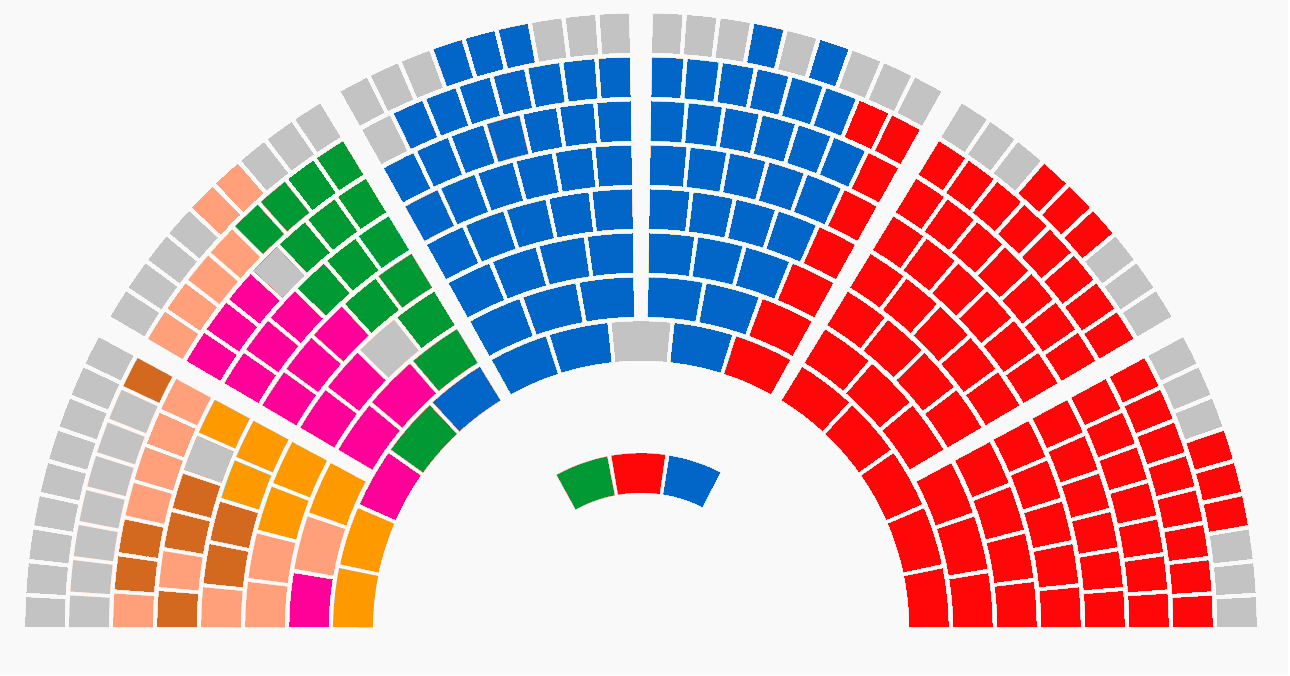

L'Assemblée compte 149 hommes (68,7 %) et 68 femmes (31,3 %). À la suite des changements du 20 février 2015, quatre femmes supplémentaires siègent à l'assemblée. À la suite des changements du 16 septembre 2016, trois femmes supplémentaires siègent à l'assemblée.

#### 2016

Ennahdha (69)
Nidaa Tounes (63)
Machrouu Tounes (25)
Front populaire (15)
Union patriotique libre (12)
Afek Tounes (10)
Bloc social-démocrate (7)
Hors groupe (16)

| Bloc / parti                             | Bloc / parti            | Sièges |
| ---------------------------------------- | ----------------------- | ------ |
|                                          | Ennahdha                | 69     |
|                                          |                         |        |
|                                          | Nidaa Tounes            | 63     |
|                                          |                         |        |
|                                          | Bloc Al Horra           | 25     |
|                                          |                         |        |
|                                          | Front populaire         | 15     |
|                                          |                         |        |
|                                          | Union patriotique libre | 12     |
|                                          |                         |        |
|                                          | Afek Tounes             | 10     |
| Afek Tounes                              | 8                       |        |
| Front national du salut                  | 1                       |        |
| Appel des Tunisiens à l'étranger         | 1                       |        |
|                                          |                         |        |
|                                          | Bloc social-démocrate   | 7      |
| Courant de l'amour                       | 2                       |        |
| Alliance démocratique                    | 1                       |        |
| Al Joumhouri                             | 1                       |        |
| Rad Al Iitibar                           | 1                       |        |
| Mouvement des démocrates socialistes     | 1                       |        |
| Parti de la voix des agriculteurs        | 1                       |        |
|                                          |                         |        |
|                                          | Hors groupe             | 16     |
| Congrès pour la République/Hizb el-Harak | 4                       |        |
| Courant démocrate                        | 3                       |        |
| Mouvement du peuple                      | 3                       |        |
| Initiative destourienne démocratique     | 3                       |        |
| Majed Al Djerid                          | 1                       |        |

#### 2017

Ennahdha (69)
Nidaa Tounes (67)
Machrouu Tounes (21)
Front populaire (15)
Union patriotique libre (11)
Bloc démocrate (12)
Afek Tounes (10)
Hors groupe (12)

| Bloc / parti                             | Bloc / parti                                                             | Sièges |
| ---------------------------------------- | ------------------------------------------------------------------------ | ------ |
|                                          | Ennahdha                                                                 | 69     |
|                                          |                                                                          |        |
|                                          | Nidaa Tounes                                                             | 67     |
|                                          |                                                                          |        |
|                                          | Bloc Al Horra du mouvement Machrouu Tounes                               | 21     |
|                                          |                                                                          |        |
|                                          | Front populaire                                                          | 15     |
|                                          |                                                                          |        |
|                                          | Union patriotique libre                                                  | 11     |
|                                          |                                                                          |        |
|                                          | Afek Tounes, le Mouvement national et l'Appel des Tunisiens à l'étranger | 10     |
| Afek Tounes                              | 8                                                                        |        |
| Front national du salut                  | 1                                                                        |        |
| Appel des Tunisiens à l'étranger         | 1                                                                        |        |
|                                          |                                                                          |        |
|                                          | Bloc démocrate                                                           | 12     |
| Hizb el-Harak                            | 4                                                                        |        |
| Mouvement du peuple                      | 3                                                                        |        |
| Courant démocrate                        | 3                                                                        |        |
| Rad Al Iitibar                           | 1                                                                        |        |
| Mouvement des démocrates socialistes     | 1                                                                        |        |
|                                          |                                                                          |        |
|                                          | Aucun bloc                                                               | 12     |
| Indépendants (anciennement Nidaa Tounes) | 7                                                                        |        |
| Courant de l'amour                       | 2                                                                        |        |
| Al Joumhouri                             | 1                                                                        |        |
| Majed Al Djerid                          | 1                                                                        |        |
| Parti de la voix des agriculteurs        | 1                                                                        |        |

#### 2018

Ennahdha (68)
Nidaa Tounes (47)
Coalition nationale (44)
Front populaire (15)
Machrouu Tounes (15)
Bloc démocrate (12)
Allégeance à la patrie (11)
Hors groupe (5)

| Bloc / parti                         | Bloc / parti                               | Sièges |
| ------------------------------------ | ------------------------------------------ | ------ |
|                                      | Ennahdha                                   | 68     |
|                                      |                                            |        |
|                                      | Nidaa Tounes                               | 47     |
|                                      |                                            |        |
|                                      | Coalition nationale                        | 44     |
|                                      |                                            |        |
|                                      | Front populaire                            | 15     |
|                                      |                                            |        |
|                                      | Bloc Al Horra du mouvement Machrouu Tounes | 15     |
|                                      |                                            |        |
|                                      | Bloc démocrate                             | 12     |
| Hizb el-Harak                        | 4                                          |        |
| Mouvement du peuple                  | 3                                          |        |
| Courant démocrate                    | 3                                          |        |
| Rad Al Iitibar                       | 1                                          |        |
| Mouvement des démocrates socialistes | 1                                          |        |
|                                      |                                            |        |
|                                      | Allégeance à la patrie                     | 11     |
|                                      |                                            |        |
|                                      | Aucun bloc                                 | 5      |

#### 2019

Ennahdha (68)
Coalition nationale (43)
Nidaa Tounes (26)
Machrouu Tounes (15)
Bloc démocrate (12)
Allégeance à la patrie (10)
Bloc Front populaire (9)
Hors groupe (34)

| Bloc / parti                         | Bloc / parti                               | Sièges |
| ------------------------------------ | ------------------------------------------ | ------ |
|                                      | Ennahdha                                   | 68     |
|                                      | Coalition nationale                        | 43     |
|                                      |                                            |        |
|                                      | Nidaa Tounes                               | 26     |
|                                      |                                            |        |
|                                      | Bloc Al Horra du mouvement Machrouu Tounes | 15     |
|                                      |                                            |        |
|                                      | Bloc démocrate                             | 12     |
| Hizb el-Harak                        | 4                                          |        |
| Mouvement du peuple                  | 3                                          |        |
| Courant démocrate                    | 3                                          |        |
| Rad Al Iitibar                       | 1                                          |        |
| Mouvement des démocrates socialistes | 1                                          |        |
|                                      |                                            |        |
|                                      | Allégeance à la patrie                     | 10     |
|                                      |                                            |        |
|                                      | Bloc Front populaire                       | 9      |
|                                      |                                            |        |
|                                      | Aucun bloc                                 | 34     |

## Séance inaugurale

### Convocation
Le 25 novembre 2014, à la suite de la proclamation des résultats définitifs des élections législatives et conformément à l'article 57 de la Constitution qui stipule que « la première session de la législature de l'Assemblée des représentants du peuple doit débuter dans les quinze jours qui suivent la proclamation des résultats définitifs des élections à la demande du président de l'assemblée sortante », Mustapha Ben Jaafar, président sortant de l'Assemblée constituante, convoque les membres de la nouvelle assemblée à se réunir en séance inaugurale, pour prêter serment et élire leur président.

### Déroulement
Le 2 décembre, la séance inaugurale s'ouvre comme prévu, malgré les demandes pour la retarder en vue de constituer une alliance et trouver un consensus pour la désignation du futur président. Plusieurs anciens responsables, membres du gouvernement, anciens constituants et nouveaux élus sont présents. Par ailleurs, l'absence de Moncef Marzouki, président de la République, est notée. Adnen Manser, son directeur de campagne, précise sur Facebook qu'il n'a pas été invité à l'événement tout en exprimant son indignation quant à l'invitation de l'ancien président par intérim Fouad Mebazaa.
La séance démarre par l'intervention de Ben Jaafar qui annonce la clôture officielle des travaux de l'Assemblée constituante, tout en réitérant sa fierté du travail accompli par celle-ci et soulignant que cette dernière, par manque de temps, n'a pu achever la loi anti-terroriste. Il invite ensuite Ali Ben Salem, doyen d'âge, et les deux plus jeunes députés à présider l'assemblée, il recommande à la nouvelle législature de conserver la commission de consensus qui a joué un rôle important dans le bon déroulement des travaux de l'assemblée sortante,.
Le début de la séance est marqué par des erreurs de prononciation de noms des députés par la plus jeune adjointe, Amal Souid, puis par des lectures inexactes du serment par Ben Salem qui est alors obligé de le répéter.

### Élection du bureau

#### Absence de consensus
Selon l'article 59 de la Constitution, « l'Assemblée des représentants du peuple élit à sa première session, parmi ses membres, un président ».
Le président et ses deux vice-présidents doivent être élus à la majorité absolue des députés, tout en respectant le principe d'alternance homme-femme. Plusieurs noms circulent pour le perchoir mais aucun accord n'est annoncé à deux jours de la séance inaugurale. C'est donc dans un contexte où Nidaa Tounes est arrivé en tête avec 86 sièges et où Ennahdha est le second parti de l'assemblée avec ses 69 sièges, que doit se dérouler l'élection du président, avec une absence d'alliance pour garantir une majorité absolue à Nidaa Tounes.
Lors d'une intervention sur la télévision nationale le 28 novembre, Yassine Brahim, président d'Afek Tounes et député de la circonscription de Mahdia, déclare que la désignation du président ne peut être dissociée des autres processus, notamment l'élection du président de la République. De même, il annonce qu'une réunion des présidents des partis est prévue pour le 1er décembre, pour étudier la faisabilité d'organiser la séance inaugurale le 2 décembre. De plus, il estime qu'il serait possible d'élire un président provisoire et de le changer après la tenue du second tour de l'élection présidentielle. Le président d'Ennahdha, Rached Ghannouchi, partage le même avis concernant le report de la séance inaugurale, jusqu'à l'élection du président de la République.
Le 2 décembre, date à laquelle l'assemblée se réunit pour la première fois, l'ordre du jour comprend l'examen d'un possible report de la séance. En effet, plusieurs députés interprètent les textes juridiques pour tenter de suspendre la séance et de la maintenir théoriquement ouverte pendant plusieurs jours, jusqu'à l'obtention d'un accord. Les élus d'Ennahdha poursuivent les concertations et ne rejoignent l'hémicycle qu'après la suspension de la séance. À leur retour, Abdelfattah Mourou annonce que le parti est en faveur du maintien de la séance ouverte jusqu'au 5 décembre au plus tard.
Nidaa Tounes invoque la nécessité de reporter la séance pour trouver un consensus. Cet avis est partagé par les députés de l'Union patriotique libre, ceux d'Afek Tounes ou Iyed Dahmani, député d'Al Joumhouri, contrairement à Samia Abbou, députée du Courant démocrate, qui précise que cette décision enfreint la Constitution. Le Front populaire partage quant à lui le même avis. Le député de Nidaa Tounes, Khaled Chouket, quant à lui, accuse Ben Jaafar d'avoir convoquer l'assemblée dans un délai court et sans accord, ce qui conduit la première vice-présidente sortante Meherzia Labidi Maïza à le défendre et à dénoncer ces propos.
Face à plusieurs interventions et propositions, Ben Salem décide de constituer une commission de tri des votes, composée de sept membres répartis selon la représentativité des partis et chargée de l'élection du président. Il invite enfin les députés à passer au vote pour décider du maintien de la séance ouverte et d'une reprise prévue pour le 4 décembre. Les résultats du vote sont les suivants : 161 élus votent pour cette proposition, 22 s'abstiennent et neuf votent contre. Ben Salem décide alors de lever la séance.

#### Candidats potentiels
- Abdelfattah Mourou (Ennahdha) : Le 3 décembre, Sahbi Atigue affirme, au micro d'Express FM, que dans le cas d'un accord consensuel, le président de l'assemblée sera le député de la deuxième circonscription de Tunis, indiquant que si Ennahdha parvient à réunir une majorité pour voter en sa faveur, la tâche de président lui incombera[14].
- Samir Dilou (Ennahdha) : Sahbi Atigue déclare également qu'en l'absence de consensus et si Mourou ne parvient pas à réunir une majorité nécessaire à son élection, le député de la circonscription de Bizerte sera le candidat d'Ennahdha pour la présidence[14].
- Mohamed Ennaceur (Nidaa Tounes) : Le 3 décembre, Khemaïs Ksila rapporte que le bureau politique de son parti a choisi à l'unanimité le député de la circonscription de Mahdia pour présider l'assemblée tout en démentant les rumeurs selon lesquelles Nidaa Tounes s'allierait avec Ennahdha et soutiendrait Dilou[15].
- Mbarka Aouania (Front populaire) : La candidature de la députée de la circonscription de Sidi Bouzid et veuve de Mohamed Brahmi au poste de vice-présidente est annoncée par son parti[16].

#### Candidats officiels
Le 4 décembre 2014, la séance inaugurale reprend, sous la présidence d'Ali Ben Salem, pour élire le président de l'assemblée et ses deux vice-présidents. Les candidats officiels sont les suivants :

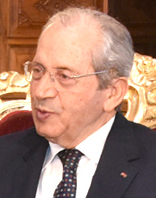
Mohamed Ennaceur, présidence Nidaa Tounes
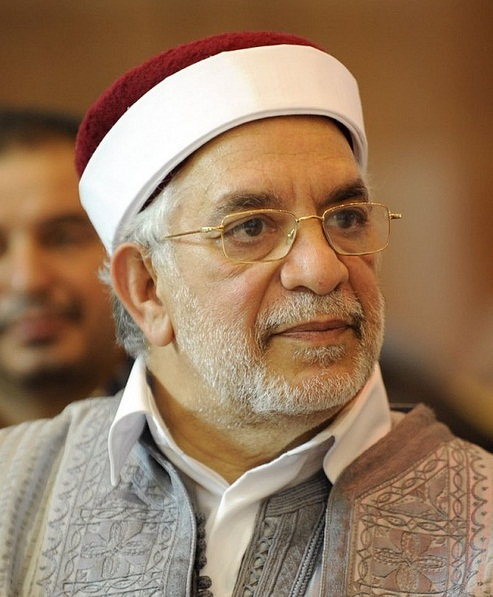
Abdelfattah Mourou, 1re vice-présidence Ennahdha
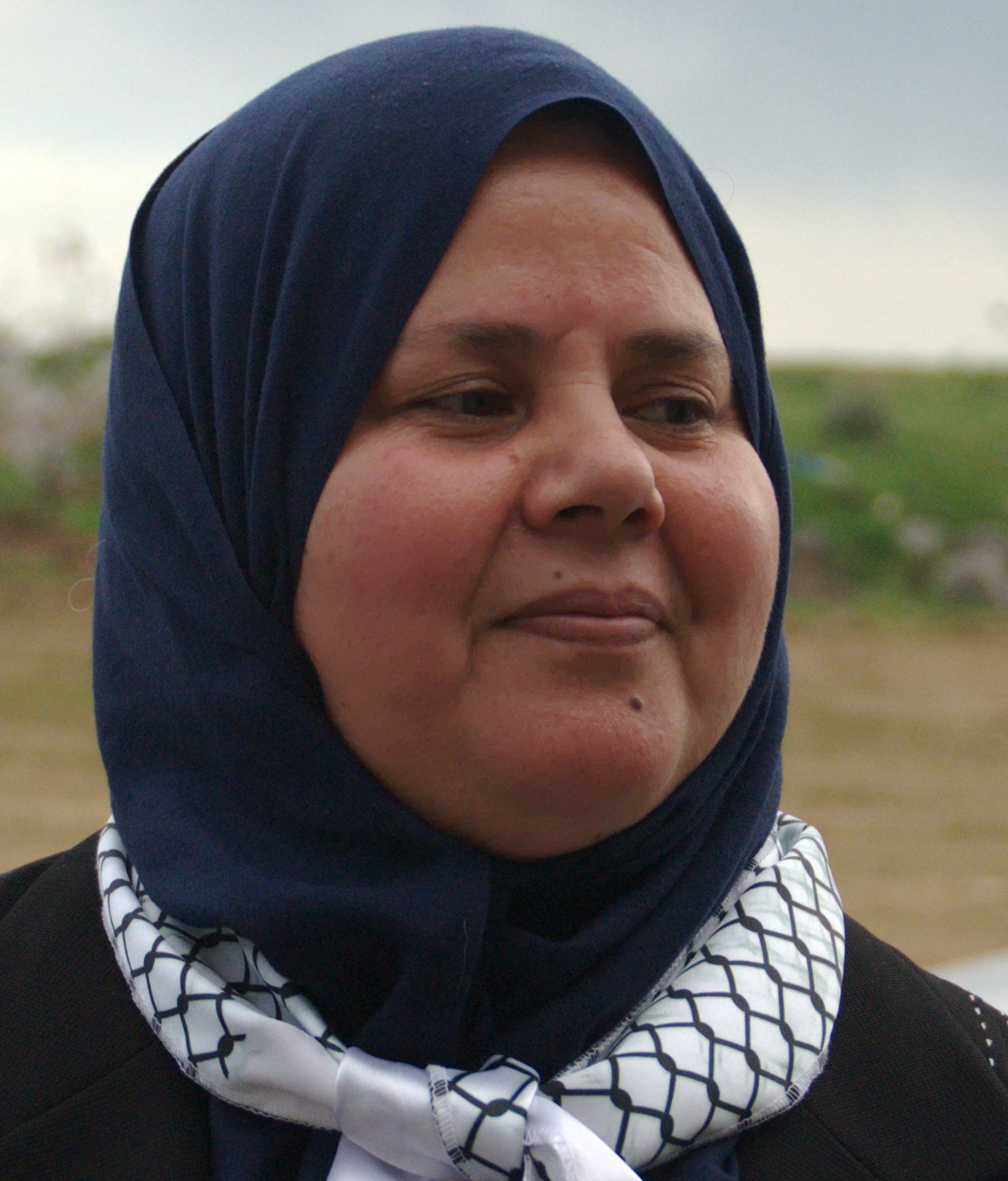
Mbarka Aouania, 1re vice-présidence Front populaire
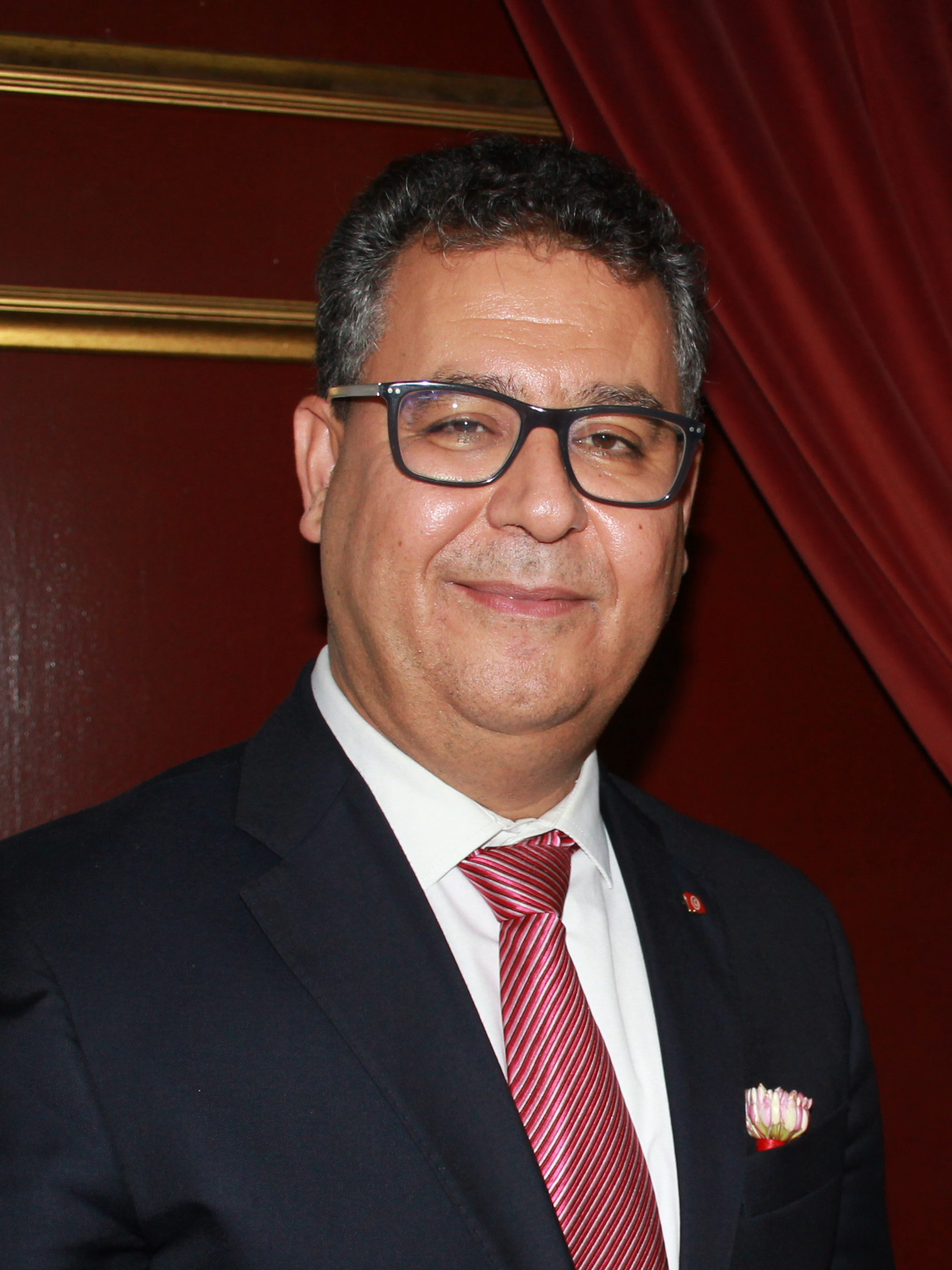
Noomane Fehri, 1re et 2e vice-présidences Afek Tounes
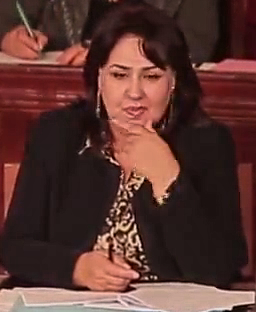
Faouzia Ben Fodha, 2e vice-présidence Union patriotique libre

#### Résultats

##### Élection du président
Le candidat unique, Mohamed Ennaceur, vice-président de Nidaa Tounes et député de la circonscription de Mahdia, est élu selon les résultats suivants :
| Candidat                           | Présenté par   | Présenté par   | Voix | %      |
| ---------------------------------- | -------------- | -------------- | ---- | ------ |
| Mohamed Ennaceur (candidat unique) |                | Nidaa Tounes   | 176  | 82,2   |
| Inscrits                           | Inscrits       | Inscrits       | 217  | 100,00 |
| Votants                            | Votants        | Votants        | 214  | 98,6   |
| Blancs et nuls                     | Blancs et nuls | Blancs et nuls | 38   | 17,8   |
| Exprimés                           | Exprimés       | Exprimés       | 176  | 82,2   |

À l'annonce des résultats, Noomane Fehri, d'Afek Tounes, retire sa candidature aux première et deuxième vice-présidences afin de privilégier celle de ses concurrents.

##### Élection des deux vice-présidents
| Candidat           | Présenté par   | Présenté par                               | Voix | %      |
| ------------------ | -------------- | ------------------------------------------ | ---- | ------ |
| Abdelfattah Mourou |                | Ennahdha (soutenu par Nidaa Tounes)        | 157  | 84,6   |
| Mbarka Aouania     |                | Front populaire (soutenue par Afek Tounes) | 33   | 15,4   |
| Inscrits           | Inscrits       | Inscrits                                   | 217  | 100,00 |
| Votants            | Votants        | Votants                                    | 214  | 98,6   |
| Blancs et nuls     | Blancs et nuls | Blancs et nuls                             | 24   | 11,2   |
| Exprimés           | Exprimés       | Exprimés                                   | 190  | 88,7   |

| Candidat                               | Présenté par   | Présenté par            | Voix | %      |
| -------------------------------------- | -------------- | ----------------------- | ---- | ------ |
| Faouzia Ben Fodha (candidature unique) |                | Union patriotique libre | 150  | 70,1   |
| Noomane Fehri (candidature retirée)    |                | Afek Tounes             | 3    | 1,4    |
| Inscrits                               | Inscrits       | Inscrits                | 217  | 100,00 |
| Votants                                | Votants        | Votants                 | 214  | 98,6   |
| Blancs et nuls                         | Blancs et nuls | Blancs et nuls          | 58   | 27,1   |
| Exprimés                               | Exprimés       | Exprimés                | 153  | 71.5   |

#### Réactions
À la suite de l'élection du président et des deux vice-présidents, Mbarka Aouania critique vivement l'accès au poste de premier vice-président d'Abdelfattah Mourou, tout en dénonçant une alliance de Nidaa Tounes et Ennahdha pour former une nouvelle troïka. Elle critique, par ailleurs, le fait que le président nouvellement élu ait oublié de rendre hommage à son époux et ancien constituant, Mohamed Brahmi, assassiné le 25 juillet 2013 dans des conditions non élucidées, tout en déclarant que sans lui il n'occuperait pas son poste.
Besma Belaïd critique, par ailleurs, lors de son passage sur Nessma, la neutralité du Front populaire concernant le choix du candidat à soutenir lors du second tour de l'élection présidentielle. Elle estime que cela a permis un rapprochement entre Ennahdha et Nidaa Tounes, menant à l'émergence de Mourou en tant que dirigeant de l'institution parlementaire.
L'élection d'Ennaceur et Mourou, tous deux avec une majorité absolue, ne fait que créer des tensions entre Nidaa Tounes et le Front populaire, dont la candidate à la première vice-présidence, Mbarka Aouania, a connu une défaite.

### Dispositions provisoires et priorités
À la suite de la réunion du président élu avec les chefs des groupes parlementaires, des mesures sont prises concernant la présidence des commissions provisoires, à l'instar de celle des finances et du règlement intérieur. La première doit élaborer le budget de l'État pour l'année 2015 sous la présidence d'un membre d'Ennahdha alors que la seconde a pour but d'élaborer un règlement intérieur sous la présidence d'un élu de Nidaa Tounes.
Le lendemain, Ennaceur donne sa première conférence de presse dédiée à définir les priorités de l'assemblée qui consistent à adopter le budget de l'État pour l'année 2015 avant le 31 décembre, réunir les conditions de sécurité, relever les défis économiques et sociaux et remédier aux problèmes des jeunes chômeurs pour réduire le nombre d'immigrés clandestins. Il précise aussi que de nouvelles lois seront adoptées pour protéger les agents de sécurité et leurs familles des menaces terroristes, tout en tenant à fournir les moyens nécessaires à la lutte antiterroriste.
Selon Slim Chaker, membre de Nidaa Tounes, au lendemain du second tour de l'élection présidentielle, l'Assemblée des représentants du peuple doit faire face à de grands défis, notamment des réformes économiques et sociales. Il indique par ailleurs que les priorités du parlement nouvellement élu sont de réformer les secteurs de l'éducation, de la santé et de la fiscalité et ainsi de reprendre les dossiers du gouvernement Jomaa.
Par ailleurs, la commission provisoire du règlement intérieur décide, le 5 décembre, d'appliquer les dispositions du règlement intérieur de l'Assemblée constituante relatifs aux prérogatives de la présidence, des travaux des commissions, du déroulement des séances plénières et de l'adoption des projets de loi. La rapporteuse de la commission, Farida Labidi, déclare que cet agencement sera appliqué jusqu'à la mise en place du règlement intérieur de l'assemblée.

## Bureau
Voici la composition du bureau de l'Assemblée des représentants du peuple :

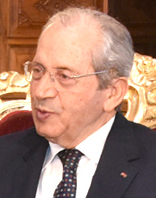
Mohamed Ennaceur (Nidaa Tounes) Président (jusqu'au 25 juillet 2019)
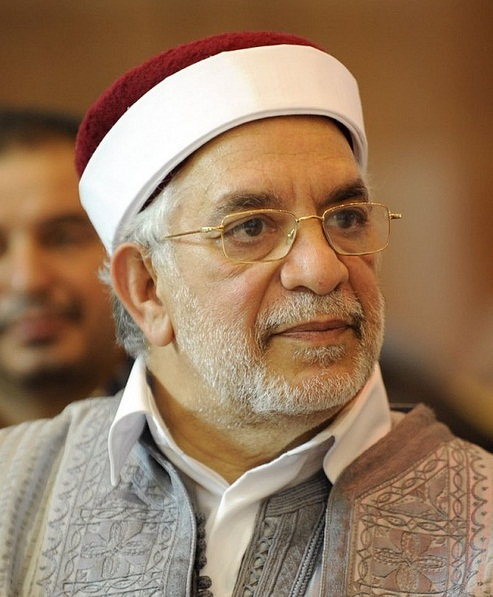
Abdelfattah Mourou (Ennahdha) Premier vice-président, président par intérim (du 25 juillet au 13 novembre 2019)
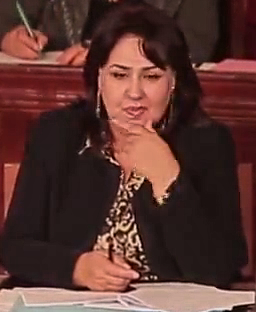
Faouzia Ben Fodha (Union patriotique libre puis Nidaa Tounes) Deuxième vice-présidente

## Gouvernement
Le 5 février 2015, l'Assemblée des représentatns du peuple accorde la confiance au gouvernement Habib Essid.
| Groupe | Groupe                  | Pour | Contre | Abstention |
| ------ | ----------------------- | ---- | ------ | ---------- |
|        | Nidaa Tounes            | 79   | 1      | 4          |
|        | Ennahdha                | 58   | 0      | 3          |
|        | Union patriotique libre | 16   | 0      | 0          |
|        | Front populaire         | 0    | 14     | 0          |
|        | Afek Tounes             | 7    | 0      | 0          |
|        | Autres                  | 7    | 15     | 1          |
| Total  | Total                   | 167  | 30     | 8          |